# Osvaldo Benavides
Osvaldo Benavides (Ciudad de México, 14 de junio de 1979) es un actor de cine, teatro y televisión mexicano, conocido por su personaje como Nandito de la Vega Hérnandez en la telenovela María la del barrio, y Adrián Olmedo Rodríguez en A que no me dejas.

## Biografía
Ha tenido la oportunidad de trabajar en cine, televisión y teatro muy temprano. Inició su carrera en la telenovela 'El abuelo y yo'; 6 años después formó parte del elenco de la película 'La primera noche'. Ha participado en series como 'Soy tu fan' y 'Cloroformo', así como en telenovelas como 'María, la del barrio', 'Te sigo amando', entre otras.
Ha participado en numerosas producciones de cine mexicano como 'Piedras Verdes', 'La segunda noche', 'Por la libre', Un mundo maravilloso. Como actor de teatro se le ha visto en obras como 'Zucco', 'Trainspotting', 'Las obras completas de William Shakespeare', 'El Graduado' y Duele', junto a Ludwika Paleta.
Posteriormente trabaja como director en Agave Shots, una compañía productora en la Ciudad de México, especializada en comerciales y videos musicales.
En 2011 Osvaldo marca su regreso a las telenovelas de la mano del productor José Alberto Castro en la telenovela La que no podía amar.
En 2013 interpreta a 'Dimitrio Mendoza' en la producción de Angelli Nesma, Lo que la vida me robó, junto a Angelique Boyer, Sebastián Rulli y Luis Roberto Guzmán.
En 2015 Carlos Moreno Laguillo le da el papel protagónico en la primera temporada de A que no me dejas, versión Amor en silencio, compartiendo créditos con Camila Sodi y Arturo Peniche entre otros.

## Filmografía

### Cine
| Año  | Título                          | Personaje               | Notas                           |
| ---- | ------------------------------- | ----------------------- | ------------------------------- |
| 1998 | La primera noche                | Sergio                  |                                 |
| 2000 | Por la libre                    | Rocco                   |                                 |
| 2001 | Piedras verdes                  | Sebastián               |                                 |
| 2001 | La segunda noche                | Alfonso                 |                                 |
| 2001 | Seres humanos                   | Damián                  |                                 |
| 2006 | Un mundo maravilloso            | Curioso                 |                                 |
| 2010 | SubHysteria                     | Ariel                   | También como productor asociado |
| 2012 | El Santos vs. La Tetona Mendoza | La Lisiada Novela Actor |                                 |
| 2013 | Me late chocolate               | Álex                    |                                 |
| 2013 | El cielo es azul                | Auturo                  |                                 |
| 2014 | La dictadura perfecta           | Ricardo Díaz            |                                 |
| 2018 | Todo mal                        | Fernando                |                                 |
| 2018 | Más sabe el Diablo por viejo    | Teo                     |                                 |
| 2019 | Mentada de padre                | Fausto                  |                                 |
| 2024 | Noche de bodas                  | Nico                    |                                 |

### Televisión
| Año       | Título                       | Personaje                               | Notas                         |
| --------- | ---------------------------- | --------------------------------------- | ----------------------------- |
| 1992      | El abuelo y yo               | Paco                                    |                               |
| 1995      | El premio mayor              | Chicles                                 |                               |
| 1995-1996 | María la del barrio          | Fernando de la Vega Hernández "Nandito" |                               |
| 1996      | Te sigo amando               | Lazarito                                |                               |
| 1997-1999 | Mujer, casos de la vida real | Varios roles                            | 4 episodios                   |
| 1998      | Preciosa                     | Simón Ortiz                             |                               |
| 2000      | Locura de amor               | León Palacios                           |                               |
| 2002      | Daniela                      | Andrés Miranda                          |                               |
| 2010      | Gritos de muerte y libertad  | Lucas Alamán                            | Episodio: «Sangre que divide» |
| 2010-2012 | Soy tu fan                   | Julián Muñoz                            |                               |
| 2011-2012 | La que no podía amar         | Miguel Carmona                          |                               |
| 2012      | Cloroformo                   | Joe                                     |                               |
| 2013-2014 | Lo que la vida me robó       | Dimitrio Mendoza                        |                               |
| 2015-2016 | A que no me dejas            | Adrián Olmedo                           |                               |
| 2016      | Ruta 35                      | Mercurio Acosta                         |                               |
| 2018      | La bella y las bestias       | Juan Pablo Quintero                     |                               |
| 2018-2019 | El rey del Valle             | Luis del Valle                          |                               |
| 2019-2021 | Monarca                      | Andrés Carranza                         |                               |
| 2021      | La suerte de Loli            | Rafael Contreras                        | Rol principal; 103 episodios. |
| 2021      | The Good Doctor              | Dr. Mateo Rendón Osma                   | Rol principal                 |
| 2022      | Acapulco                     | Mr. Vera                                | Actuación especial            |
| 2023      | El colapso                   | Alberto                                 |                               |
| 2024      | Cada minuto cuenta           | Angel                                   |                               |
| 2025      | Isla brava                   |                                         |                               |

### Como director
| Año  | Título              | Notas                  |
| ---- | ------------------- | ---------------------- |
| 2011 | «Volver a comenzar» | Canción de Café Tacvba |

## Premios y nominaciones

### Premios TVyNovelas
| Año  | Categoría               | Telenovela             | Resultado |
| ---- | ----------------------- | ---------------------- | --------- |
| 2016 | Mejor actor protagónico | A que no me dejas      | Nominado  |
| 2015 | Mejor actor de reparto  | Lo que la vida me robó | Ganador   |
| 1998 | Mejor actor joven       | Te sigo amando         | Ganador   |
| 1996 | Mejor actor joven       | María, la del barrio   | Ganador   |

### Premios Sol de Oro
| Año  | Categoría                 | Telenovela             | Resultado |
| ---- | ------------------------- | ---------------------- | --------- |
| 2014 | Por su Desempeño de Actor | Lo que la vida me robó | Ganador   |